# Silviu Stănculescu
Silviu Stănculescu (n. 24 ianuarie 1932, Timișoara, România – d. 23 octombrie 1998, București, România) a fost un actor român de teatru și film. După studiile încheiate la IATC în 1956, începe o lungă carieră de succes atât în teatru (Teatrul de Comedie) cât și în film (a jucat în peste 40 de filme începând din anul 1960).
Până la Revoluția din decembrie 1989, în perioada regimului comunist, Silviu Stănculescu a fost membru al Marii Adunări Naționale în perioada 1980 - 1989, precum și director al Teatrului de Comedie din București. În cadrul activității sale parlamentare în Marea Adunare Națională, Silviu Stănculescu a fost membru în comisia de învățământ, știință și cultură. Silviu Stănculescu a fost membru în comitetul municipal de partid în perioada 1979–1989.
Silviu Stănculescu a murit la Spitalul Victor Babeș, unde fusese internat cu diagnosticul de leucemie.

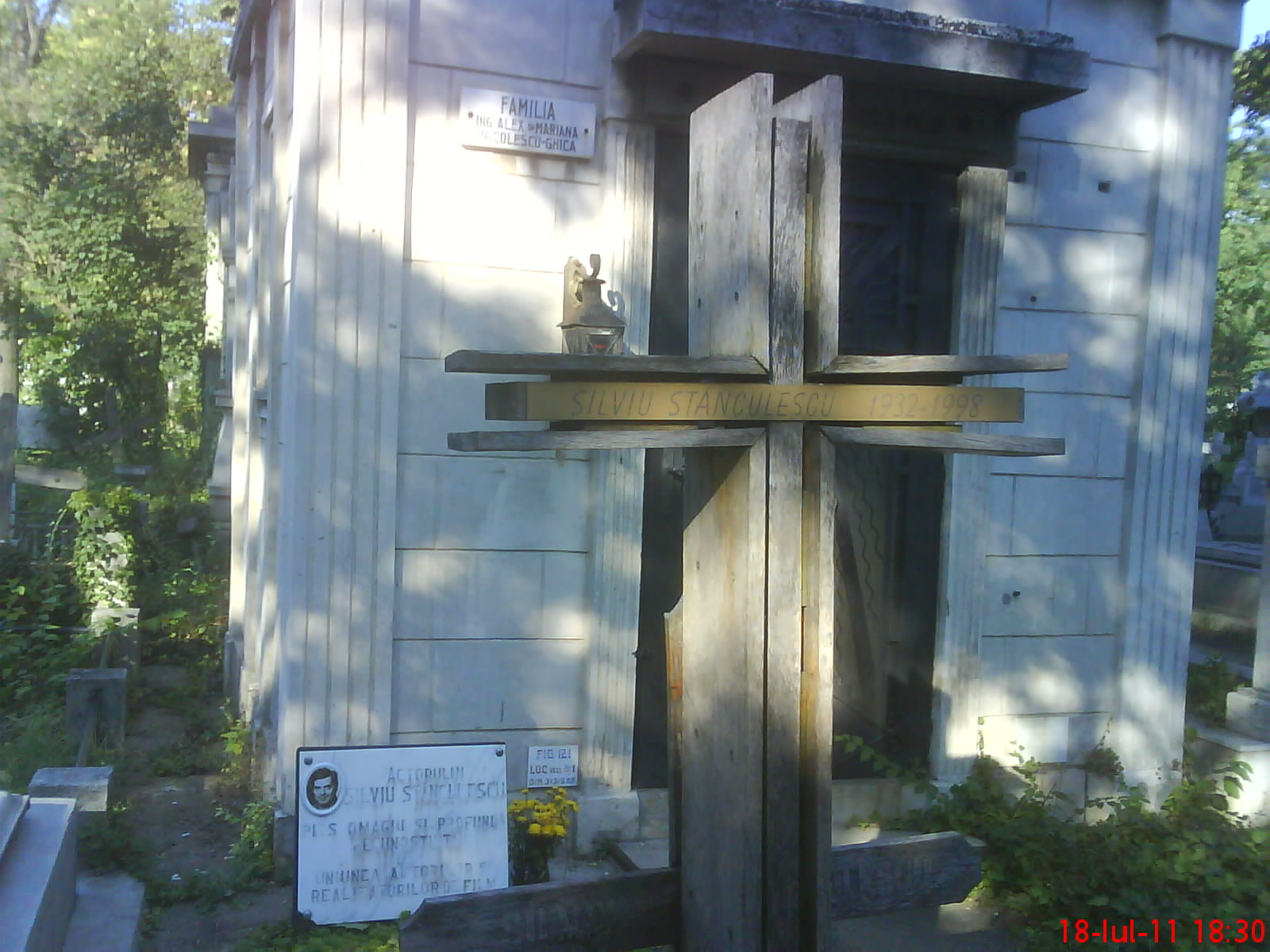
Mormântul actorului din Cimitirul Bellu

## Distincții
- Ordinul Meritul Cultural clasa a IV-a (6 noiembrie 1967) „pentru merite deosebite în domeniul artei dramatice”[6]

## Filmografie
- Aproape de soare (1961)
- Străzile au amintiri (1962)
- Partea ta de vină... (1963)
- La patru pași de infinit (1964) - slt. Mihai
- Dincolo de barieră (1965)
- Surorile Boga (1968) Regia Petre Sava Băleanu
- Puterea și adevărul (1972)
- Parașutiștii (1973)
- Conspirația (1973)
- Vifornița (1973)
- Capcana (1974)
- Pe aici nu se trece (1975) - col. Maxineanu
- Evadarea (1975)
- Ultima noapte a singurătății (1976)
- Bunicul și doi delincvenți minori (1976)
- Misterul lui Herodot (1977)
- Acțiunea „Autobuzul” (1978) - Marius Mardopol
- Pentru patrie (1978) - col. Alexandru Anghelescu
- Revanșa (1978) - subsecretarul de stat Alexandru Rioșanu
- Din nou împreună (1978)
- Vlad Țepeș (1979) - Sava
- Drumuri în cumpănă (1979)
- Un om în loden (1979) - directorul Institutului
- Ora zero (1979)
- Al treilea salt mortal (1980)
- Munții în flăcări (1980) - episcopul Andrei Șaguna
- Șantaj (1981) - medicul legist Vlase
- Orgolii (1982) - fostul procuror Constantin Redman
- Plecarea Vlașinilor (1983)
- Prea cald pentru luna mai (1984)
- Întoarcerea Vlașinilor (1984)
- Vară sentimentală (1986) - prim-secretarul organizației județene a PCR
- Trenul de aur (1986) - ministrul de externe Grigore Gafencu
- Noi, cei din linia întâi (1986) - general sovietic
- Liceenii (1986) - tatăl lui Șerban
- Pădurea de fagi (1987) - colonel român
- François Villon – Poetul vagabond (1987)
- Niște băieți grozavi (1988)
- Mircea (1989)
- Începutul adevărului (Oglinda) (1994)
- Stare de fapt (1995)
- Triunghiul morții (1999)
- Patul lui Procust (2001)
- Carol I - Un destin pentru România (2009)
- Manole - Meșter valah (1978)
- Războiul independenței (Serial TV) (1977) - Col. Alex. Anghelescu
- Soldații victoriei / („Soldati svobody”) ep. 3 (1977)
- Simpaticul domn R (1969)
- Cerul începe la etajul III (1967) - Mihai

## Galerie

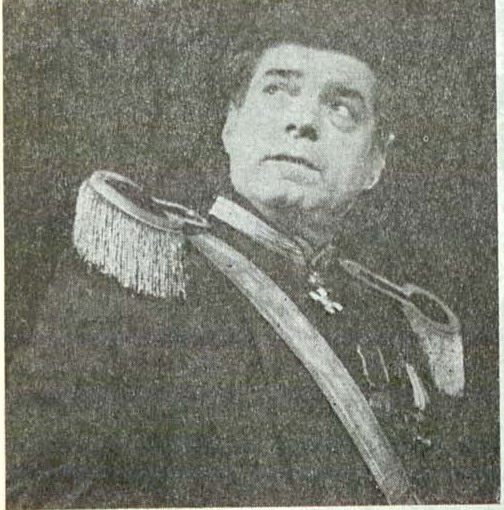
Verșinin din Trei surori de Cehov
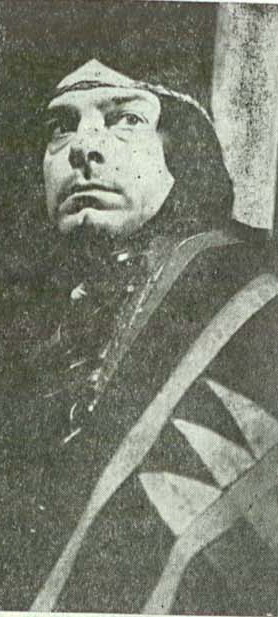
În Buffalo Bill și indienii de Arthur Kopit
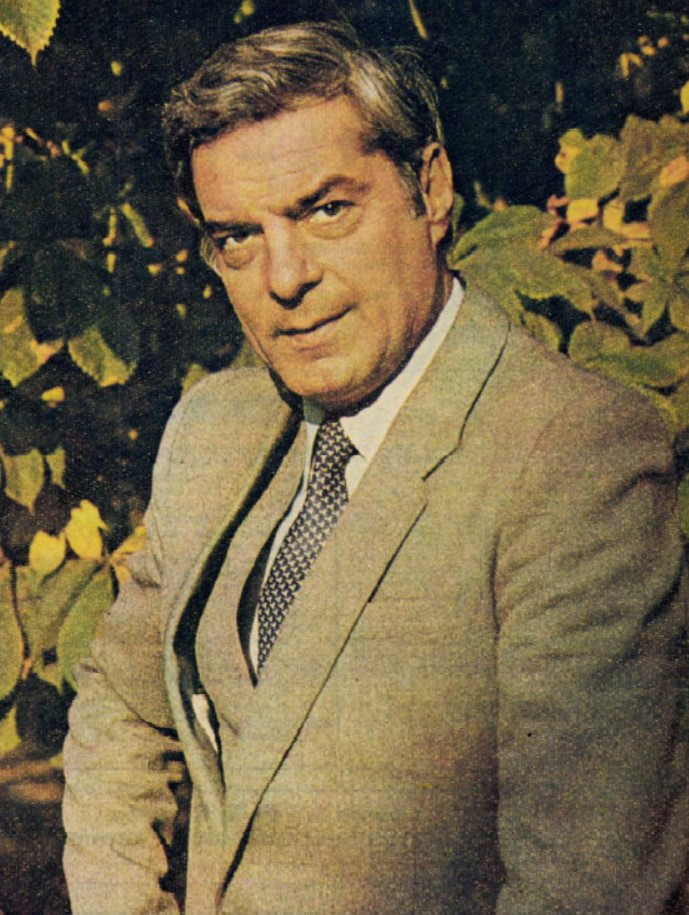
Silviu Stănculescu în 1983